# إدواردو بيريز رييس
إدواردو بيريز رييس (بالإسبانية: Eduardo Pérez Reyes) (28 أبريل 1993 في المكسيك - ) هو لاعب كرة قدم مكسيكي في مركز الهجوم. لعب مع نادي بويبلا.

## وصلات خارجية
- إدواردو بيريز رييس على موقع إي إس بي إن إف سي (الإنجليزية)
- إدواردو بيريز رييس على موقع قاعدة بيانات كرة القدم.إي يو (الإنجليزية)
- إدواردو بيريز رييس على موقع Soccerway.com (الإنجليزية)